# Axion
Das Axion ist ein hypothetisches Elementarteilchen ohne elektrische Ladung und mit Spin null. Theoretische Überlegungen der Quantenchromodynamik (QCD) fordern eine Verletzung der CP-Symmetrie, die aber nicht beobachtet wird. So würde eine CP-Verletzung für das Neutron ein elektrisches Dipolmoment von bis zu {\displaystyle d_{n}\approx 10^{-16}\,\mathrm {e\cdot cm} } vorhersagen, jedoch wurde bis {\displaystyle d_{n}\leq 10^{-25}\,\mathrm {e\cdot cm} } herab kein Dipolmoment gemessen. Als Lösung dieses Problems wurde die Existenz des Axions vorgeschlagen.
Jedoch konnte das Axion, das auch ein Kandidat für Dunkle Materie ist, bisher nicht gefunden werden.

## Theoretischer Hintergrund
Im Gegensatz zur schwachen Wechselwirkung sind bei der starken Wechselwirkung die diskreten Symmetrien C (Ladungsumkehr, der Austausch aller Teilchen durch ihre Antiteilchen), P (Parität, Raumspiegelung) und T (Zeitumkehr) ungebrochen. Eine Konsequenz ist das verschwindende elektrische Dipolmoment des Neutrons.
Insbesondere ist damit auch die Kombination CP eine ungebrochene Symmetrie. Die grundlegende Theorie der starken Wechselwirkung, die Quantenchromodynamik, sagt aber, wie Gerardus ’t Hooft 1976 fand, einen CP-verletzenden Anteil in Form nichtstörungstheoretischer Konfigurationen von Vakuumfeldern (Instantonen) voraus. Genauer führte 't Hooft diesen CP-verletzenden nichtstörungstheoretischen Term in der QCD-Wirkung ein, um ein anderes Problem (von Steven Weinberg {\displaystyle U_{A}(1)}-Problem genannt) zu lösen, handelte sich damit aber ein neues Problem ein, das als Starkes CP-Problem (strong CP problem) bekannt wurde.
Der Zusatzterm zur Lagrangedichte von ’t Hooft hatte einen Vakuumwinkel {\displaystyle \Theta } als Parameter, und das Problem war zu erklären, warum dieser so klein war. Roberto Peccei und Helen Quinn schlugen die Existenz einer zusätzlichen globalen, spontan gebrochenen chiralen Symmetrie {\displaystyle U(1)_{PQ}} vor (Peccei-Quinn-Symmetrie), die den Vakuumwinkel zum Verschwinden bringt. Diese neue Symmetrie führt über das Goldstonetheorem zu einem neuen Nambu-Goldstone-Boson. Dieses neue leichte, schwach wechselwirkende Teilchen nannte Frank Wilczek 1978 nach dem amerikanischen Waschmittel Axion (unabhängig davon führte es auch Steven Weinberg ein).
Es gibt zum einen das Modell des stärker wechselwirkenden KSVZ und zum anderen das des weniger stark wechselwirkenden DFSZ-Axions.

## Kandidat für dunkle Materie
Axionen werden, neben den Neutrinos und den ebenfalls nur postulierten Primordialen Schwarzen Löchern, WIMPs und MACHOs, als mögliche Kandidaten zur Lösung des Problems der dunklen Materie gehandelt.
Falls Axionen einen Großteil der dunklen Materie darstellen, ergaben Gitter-QCD-Berechnungen zur Masse der Axionen Massewerte von 50 bis 1500 Mikroelektronenvolt – und damit bis zu zehn Milliarden Mal leichter als das Elektron.

## Nachweisexperimente
Diverse Experimente versuchen mit verschiedenen Methoden, Axionen nachzuweisen.

### „Licht durch die Wand“-Experimente
Bei den modellunabhängigen Laborexperimenten handelt es sich um „Licht durch die Wand“-Experimente, bei denen ein Laserstrahl ein Magnetfeld passiert und danach durch eine Wand blockiert wird. Auf der anderen Seite der Wand befindet sich ein auf dem Strahl senkrecht stehendes Magnetfeld gleicher Stärke und am Ende dieses Feldes ein auf die Laserquanten (Photonen) kalibrierter Detektor.
Der Trick besteht darin, dass durch den Primakoff-Effekt mit Hilfe eines virtuellen Photons durch den Magneten vor der Wand ein Axion entstehen soll, das auf der anderen Seite der Wand durch den umgekehrten Effekt wieder in ein Lichtquant übergeht. Das ankommende Licht interagiert mit dem Magnetfeld und fluktuiert in eine andere Form, die sich durch die Wand hindurch ausbreiten kann. Hinter der Wand treten erneut Fluktuationen des neuen Zustands zurück zum ursprünglichen Charakter auf. Teile der Photonen könnten also die Wand „umgehen“, so dass diese detektierbar wären. Ein Nachweis der Photonen hinter der Wand würde das kurzzeitige Vorhandensein des Lichts in Form von Axionen belegen. Veränderungen an den Feldern wirken sich auf die detektierte Lichtmenge aus. Dies würde Rückschlüsse auf die Details der Axion-Umwandlung zulassen. Beispiele für „Licht durch die Wand“-Experimente" sind ALPS-II am DESY oder OSQAR am CERN.

### Helioskope
Helioskop-Experimente basieren auf der Hypothese, dass Axionen oder axionähnliche Teilchen im Kern der Sonne durch die Wechselwirkung von Photonen mit den dort vorhandenen elektromagnetischen Feldern erzeugt werden können. Auf der Erde wird ein Helioskop-Experiment zur Sonne ausgerichtet, um den Fluss der eintreffenden Axionen zu maximieren. Im Inneren eines Helioskops befindet sich ein starkes Magnetfeld, in dem Axionen durch den Primakoff-Effekt in Photonen zurückgewandelt und anschließend von einem Photonendetektor nachgewiesen werden können. Da die erwartete Signalrate äußerst gering ist, sind umfangreiche Abschirmungs- und Hintergrundreduzierungstechniken erforderlich. Das bisher größte Axion-Helioskop-Experiment ist das CAST (CERN Axion Solar Telescope)-Experiment, das bis 2010 am Forschungszentrum CERN Daten erhoben hat. Im Gegensatz zu „Licht durch die Wand“-Experimenten besteht eine gewisse Modellabhängigkeit, da Annahmen über den zu erwarteten Fluss von Axionen aus der Sonne gemacht werden müssen.

#### Kristalline Detektoren
Innerhalb eines elektrischen Feldes ist die Axion-Photon-Kopplung kohärent, falls die Bragg-Gleichung erfüllt ist. Bekannte Experimente sind SOLAX, COSME und DAMA.

#### Primakoff-Teleskope
Bei den Primakoff-Teleskopen wird durch Nutzung des Primakoff-Effekts nach Axionen gesucht (siehe CAST-Experiment am CERN-Forschungszentrum). Durch den Primakoff-Effekt würde ein Axion in einem äußeren Magnetfeld, z. B. bei CAST im Feld eines LHC-Prototyp-Magneten mit 9 Tesla Stärke, in ein Photon mit Energien im keV-Bereich umgewandelt. Dieses kann dann in Teilchendetektoren wie einer CCD nachgewiesen werden.

#### Mößbauer-Teleskope
Hierbei würde das Axion durch resonante Anregung eines Atomkernes nachgewiesen, ähnlich wie die Anregung durch Photonen beim Mößbauer-Effekt. Eine erste Generation des Experiments ist im Aufbau.

### Haloskope
Haloskope suchen nach etwaigen Axionen aus dem Halo der Milchstraße, mit Detektoren auf der Erde. Axionen, welche sich durch ein Detektorsystem bewegen, würden dann durch den umgekehrten Primakoff-Effekt in zwei Photonen umgewandelt werden und so nachgewiesen werden können. Beispiele für aktuell laufende Haloskope Experimente sind ADMX oder HAYSTACK.

### Suche an Teilchenbeschleunigern
Axionen können auch an Teilchenbeschleunigern erzeugt werden, insbesondere in Elektron-Positron-Kollisionen sowie in ultraperipheren Schwerionenkollisionen am LHC, bei denen der Prozess der Licht-zu-Licht-Streuung neu interpretiert wird. Diese Untersuchungen sind empfindlich für relativ große Axionmassen zwischen 100 MeV/c2 und Hunderten von GeV/c2. Unter der Annahme einer Kopplung von Axionen an das Higgs-Boson kann die Suche nach anomalen Higgs-Boson-Zerfällen in zwei Axionen noch stärkere Grenzwerte liefern.

## Festkörper-Analogon des Axions
Wie auch bei anderen hypothetischen Elementarteilchen wurden Analoga in Festkörpern gesucht. Über ein Analogon des Axions berichtete 2019 eine Forschergruppe um Johannes Gooth (Max-Planck-Institut für chemische Physik fester Stoffe, Dresden) in Nature. Als topologische Phase in einem Weyl-Halbmetall war es schon 2010 von Shou-Cheng Zhang und Kollegen vorhergesagt worden. In Weyl-Halbmetallen bilden die Elektronen Quasiteilchen, die sich wie Weyl-Fermionen verhalten. Sie haben Ähnlichkeit mit topologischen Isolatoren. Bei dem Weyl-Halbmetall handelte es sich um die Tantal-Selen-Verbindung (TaSe4)2, bei der sich die Weyl-Fermionen bei Abkühlung auf −11 Grad Celsius in Ladungsdichtewellen sammelten. Eine Mode dieser Welle (sliding mode, Phason) bildete das Analogon des Axions, wie durch das ähnliche Verhalten unter elektrischen und magnetischen Feldern nachgewiesen wurde. So zeigte sich ein großer positiver Beitrag zur magnetischen Leitfähigkeit bei parallelen elektrischen und magnetischen Feldern entsprechend dem Axion-Beitrag zur chiralen Anomalie.